# Ruisseau des Ternes
Pour les articles homonymes, voir Ternes.
Le Ternes, ou ruisseau des Ternes, ou rivière d'Alleuze dans sa partie aval, est une rivière française du Massif central qui coule dans le département du Cantal. C'est un affluent de rive droite de la Truyère, donc un sous-affluent de la Garonne par le Lot.

## Géographie
De 22,6 km de longueur, le Ternes prend sa source dans le massif des monts du Cantal (parc naturel régional des Volcans d'Auvergne), sur la commune de Cussac sous le nom de ruisseau de Cussac. Il passe au village des Ternes (sud-ouest de Saint-Flour) auquel il doit son nom et où il est aussi appelé ruisseau de Jurol. Après un parcours globalement dirigé vers l'est-sud-est, il rejoint la Truyère dans le lac du barrage de Grandval à Alleuze sous le nom de rivière d'Alleuze.

## Départements et communes traversés
- Cantal[2] : Alleuze, Cussac, Faverolles, Neuvéglise, Paulhac, Seriers, Les Ternes, Villedieu

## Principaux affluents
- Ruisseau des Chazeaux 5,7 km
- Ruisseau du Croizet 5,5 km
- Ruisseau de Rivet 9,6 km